# Jardín Botánico de Cruickshank

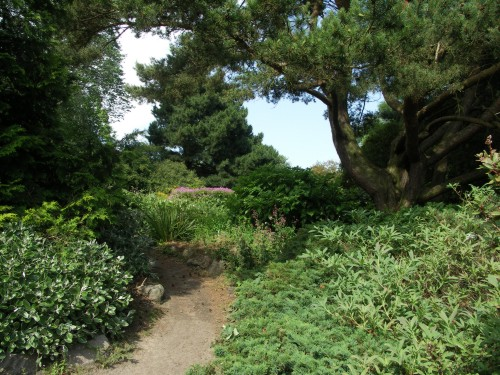
Cruickshank Botanic Gardens.

El Jardín Botánico de Cruickshank en inglés : Cruickshank Botanic Gardens es un jardín botánico de 45,000 m²s (11 acres) de extensión Aberdeen, Escocia. Está administrado por un consorcio de la Universidad de Aberdeen y el « Cruickshank Botanic Gardens Trust ». Es miembro del BGCI y su código de identificación internacional como institución botánica es ABD.

## Localización
Se encuentra a algo más de 1 kilómetro de distancia del Mar del Norte.
Cruickshank Botanic Gardens, Department of Plant and Soil Science, University of Aberdeen, Cruickshank Building, Aberdeen AB24 3UU Aberdeen, Reino Unido
57°10′4″N 2°6′17″O / 57.16778, -2.10472
- Teléfono: 01224 272697

Aunque esté abierto al público, los jardines se utilizan extensivamente para los propósitos de enseñanza e investigación. El Centro de Historia Natural dirige regularmente visitas guiadas de grupos de ecolares en el jardín, y el « Plant & Soil Science Department » realiza cada mes de julio una recepción para los graduados y sus invitados.

## Historia
El Cruickshank Botanic Gardens en Aberdeen, fue creado en estos terrenos donados por Miss Anne Cruickshank en recuerdo de su hermano Dr. Alexander Cruickshank.
El jardín botánico de Cruickshank está administrado y financiado en parte por la Universidad de Aberdeen y en parte por el « Cruickshank Botanic Gardens Trust ». Los amigos del jardín botánico de Cruickshank promueven y apoyan activamente el jardín. El título de "Keeper of the Botanic Gardens" ("Encargado del jardín botánico"); está actualmente ostentado por el profesor Ian Alexander, profesor regio de botánica. 
Los jardines están mantenidos según una rutina diaria por el jardinero jefe Bob Rutherford, y los jardineros auxiliares George McKay y Roma Fiddes. En cada vacaciones de verano los amigos del jardín botánico proporcionan una beca para permitir a un estudiante en graduación interesado en botánica para ganar experiencia profesional en los jardines.

## Colecciones
Este jardín botánico alberga unos 4,000 taxones, representando:
- Plantas endémicas de las Tierras Altas de Escocia (entre otros Sorbus, Crataegus,)
- Jardín formal,
- Rocalla,
- Arboreto,
- Herbario,

Entre los géneros representados, Aconitum, Mertensia, Omphalodes, Gentiana, 

## Enlaces externos

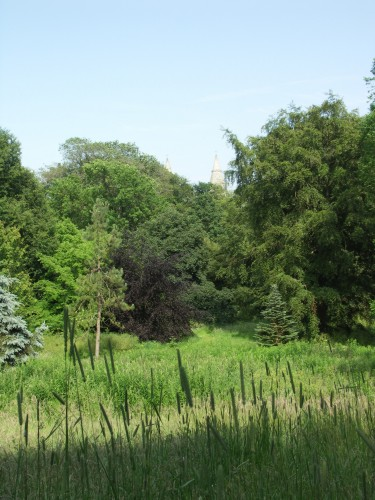
Vista de las agujas de la St Machar's Cathedral desde el Arboretum
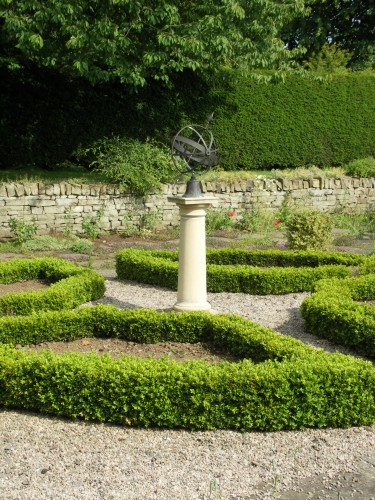
Sundial en los jardines formales
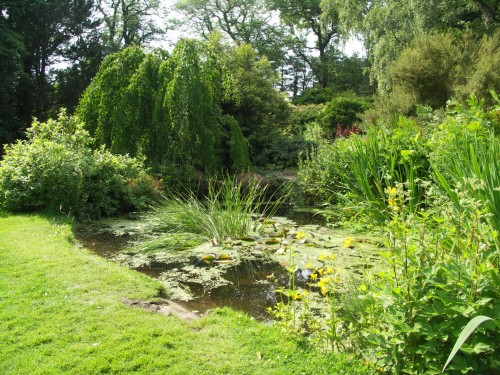
Estanque en el jardín botánico